# Hylemera laurentensis
Hylemera laurentensis là một loài bướm đêm trong họ Geometridae.